# قطب‌الدین حیدر
قطب‌الدین حیدر از صوفیان اواخر سدهٔ ششم و اوایل سدهٔ هفتم قمری (درگذشتهٔ ۶۱۸ ه‍. ق) است. او از ترکستان به زاوه مهاجرت کرد و در همان‌جا درگذشت و مدفون شد و شهر به حرمت او به تدریج تربت قطب‌الدین حیدر و بعدها تربت حیدری نام گرفت و سرانجام به تربت حیدریه معروف شد. مزار وی یکی از جاذبه‌های گردشگری این شهر است.